# 乔治·雅克·丹东
喬治·雅克·丹東（法語：Georges Jacques Danton，法語發音：[ʒɔʁʒ ʒak dɑ̃tɔ̃]；1759年10月26日—1794年4月5日）是法國大革命初期的領導人物和第一任救国委员会主席。在革命爆發時丹東的角色一直有爭議；很多歷史學家形容他在“推翻君主制和建立法蘭西第一共和國過程中是主導的力量。”他對雅各賓派有調節的作用，因为主張恐怖統治的擁護者指控他受賄并且憐憫革命的敵人，被送上斷頭台。

## 早期的生活和革命
丹東出生於法國東北部奥布河畔阿尔西由雅克·丹東和瑪麗·加繆所組成有的名望但並不富裕的家庭。他接受了良好的教育，在巴黎成為了一個公益律師 。1787年他娶了安托瓦內特·加布里埃爾·丹東；他們有三個兒子。她於1793年10月去世，此時丹東再和16歲的路易絲·塞巴斯蒂安·热利結婚，她的父親馬克-安托萬·热利是巴黎議會大廈法院傳達也是科德利埃俱樂部的會員。她照顧他兩個存活的兒子。丹東在孩兒時期，曾被動物襲擊，也得過天花，導致他臉上皮膚的毀損和疤痕。在法國大革命初期，丹東的第一次出場的是作為科德利埃俱樂部的主席，正式名稱為“人權與民權之友會”，但最初是因在科德利埃修道院舉行會議而得名的。是革命早期階段許多重要俱樂部之一，主張法蘭西應以人民主權組成人民的國家，是“人民本體”的中心，以“自由、平等、博愛”作為座右銘；他們最早指責皇家宮廷的存在是對自由不可能和解的敵視；他們是最激情的讚揚激進行動的必要性。
1791年6月，路易十六國王和瑪麗·安東尼王后由巴黎災難性失敗的出逃。他們被迫返回居住在實際上就成為他們監獄的杜伊勒裡宮。瑪麗·安東尼王后，啟動與革命的溫和派領導人談判，企圖挽救君主制度並建構適度的憲政解決方案。人民的反應是激烈的，然而那些贊成君主立憲制的菁英們，其中的領導者之一是拉法耶特侯爵，也變得激昂。1791年7月，血腥驅散人民的集會，成為戰神廣場的大屠殺，點燃人民對皇家和憲政派的憤怒。丹東，在某種程度上，是聚眾人群的後面操控者，害怕反對革命勢力的秋後算帳，他逃到英格蘭躲了整個夏季。
1791年9月，在國民制憲議會完成了制憲的工作。由於自抑法所有制憲議會成員不能參選後繼短命的國民立法議會。丹東的黨只能為他在巴黎自治政府下安排一個職務。
1792年4月，吉倫特派政府在君主立憲制下運作，主導對哈布斯堡奧地利宣戰。過去兩年的巨大國內和政治變化，現在面臨東部邊境敵人的戰爭，國家陷於動盪。巴黎人民對皇家的不信任而引發暴動。1792年8月10日，人民武裝力量引發八月十日事件攻入杜樂麗宮;國王和王后避難於國民立法議會。丹東在這次動亂的角色至今還不清楚。他可能是領導人之一；這一觀點可被證實，因為天亮後君主制實際上垮臺了，丹東成為司法部長。這突然從公社下屬辦公室的崛起，就是他在叛亂的組職中權力的展示。

## 興起

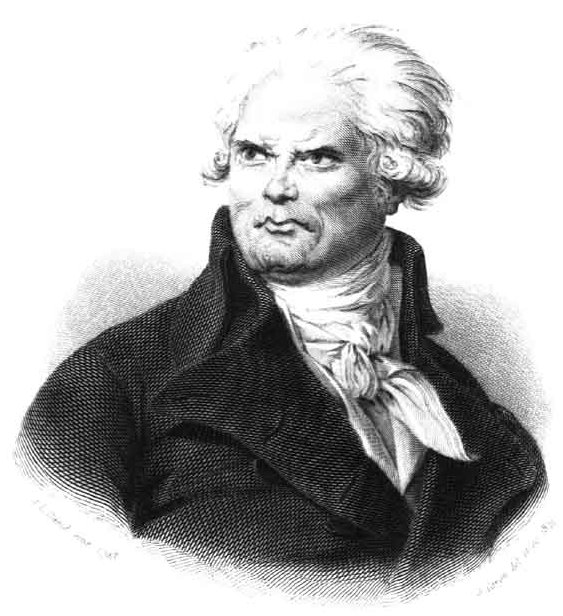
據傳記作家，“丹東的身形高大，他的性格活躍，他的五官鮮明、粗曠、令人不快，他的聲音可震撼大廳的穹頂。”

臨時執政府是在國王的廢黜與君主政體正式結束後的國民公會開幕之間組成的，丹東將他自己與讓·瑪麗·羅蘭和吉倫特派的其他成員建立結盟的聯繫。他們的實力很快就面臨考驗。兩個重要堡壘的投降使奧地利人取得令人驚慌的成功，造成首都的驚恐；超過千名囚犯被殺害。當時，丹東被指控指揮這次的九月大屠殺，但從現代的研究沒有這方面的證據。不過，他顯然堅持他的同事應該保持不變，堅守自己的崗位。
國民公會的選舉在1792年9月舉行；在此之後，殘餘的國民立法議會正式解除公權力。國民公會統治法國，直到1795年10月。丹東是其中的一員；辭去司法部長，他獲得國民公會協商和審議程序重要的角色。
根據1911年大英百科全書第11版，在國民公會，“他選擇他的座位在遠後方高處的長椅，坐在那裡革命者被成為的名字”山岳派“。他與让-保尔·马拉並排而坐，他從未支持過馬拉的浮誇；對馬克西米連·羅伯斯庇爾，他並沒有特別的好感，但在許多方面的直接目標是他自己的;對卡米爾·德穆蘭和皮埃爾·菲利普，是他的親密朋友和不變的堅決支持者。“至於他的敵人，吉倫特派，他們是“雄辯的，燦爛的，愛國的，但無法理解危機的可怕性，過於充滿了虛榮和排他的黨派特質，又太挑剔以至於不能打擊到粗曠丹東有活力的權力“。1792年8月10日革命後出任吉倫特派內閣司法部長。他與街道熱情和活力的共鳴使他被定位是唯一能運用這種精神產生防衛法蘭西的力量。先前已充分發揮街頭暴動的力量，消滅了君主制。丹東看到巴黎的激情是國民公會可依靠的唯一力量，用來抵抗東北邊境的奧地利及其盟友和在國內的反動保皇派。曾經推舉丹東的人害怕了，並認為丹東該對九月大屠殺負責。9月外國聯軍進攻時，反對吉倫特派遷都，發表了“為了戰勝敵人，我們必須勇敢、勇敢、再勇敢，法國一定會得救”的著名演說。
“巴黎，”他說，“是自由法蘭西天然和本質的中心。是光明的中心。假如巴黎滅亡了，共和國也將不再存在。”
1793年1月，入選國民公會和羅伯斯庇爾一起贊成處死路易十六。處決實施後，他怒喝“歐洲的國王們敢挑戰我們嗎？我們用國王的頭擲向他們！” 創建革命法庭，丹東是關鍵人物，由於復仇造成九月大屠殺，一方面是將拿武器從無秩序人民手中拿走，但另一方面將恐怖統治成為制度化的手段。1793年4月6日創建的救国委员会，被授予當所有的行政權力，丹東曾經是這個機構的九大創始成員之一。他經常被國民公會派往共和派軍隊所在的比利時，並且所到之處，他為軍隊注入了新的民粹活力。他為這個新建國家推建教育系統，他也是立法會委員會之一負責建設政府的新體系。他嘗試彌合吉倫特派和雅各賓俱樂部之間的敵對行動，但是失敗了。吉倫特派堅持不懈狂暴的攻擊丹東和山岳派，造成水火不相容的局面。

## 吉倫特派的消亡
依據1911年版《大英百科全書》的內容，他是“性格過於堅強以致於僅僅是因個人的敵意失去自己”，靠近1793年5月中旬，丹東已經打定主意必須在政治層面移除吉倫特派。國民公會浪費時間和力量在派系間鬥氣的相互指責，然而國家陷於危機中。夏尔·弗朗索瓦·迪穆里埃，瓦爾密戰役和热马普战役的資深指揮官，拋棄了革命加入奧地利陣營。法國軍隊遭受了一系列逆轉和挫折。1793年3月在西邊保皇黨參與的旺代叛亂的規模明顯的擴大及增強。吉倫特派叫囂指責著丹東和他的山岳派同僚的負責人，但他們將在這場鬥爭中失敗被絕滅。

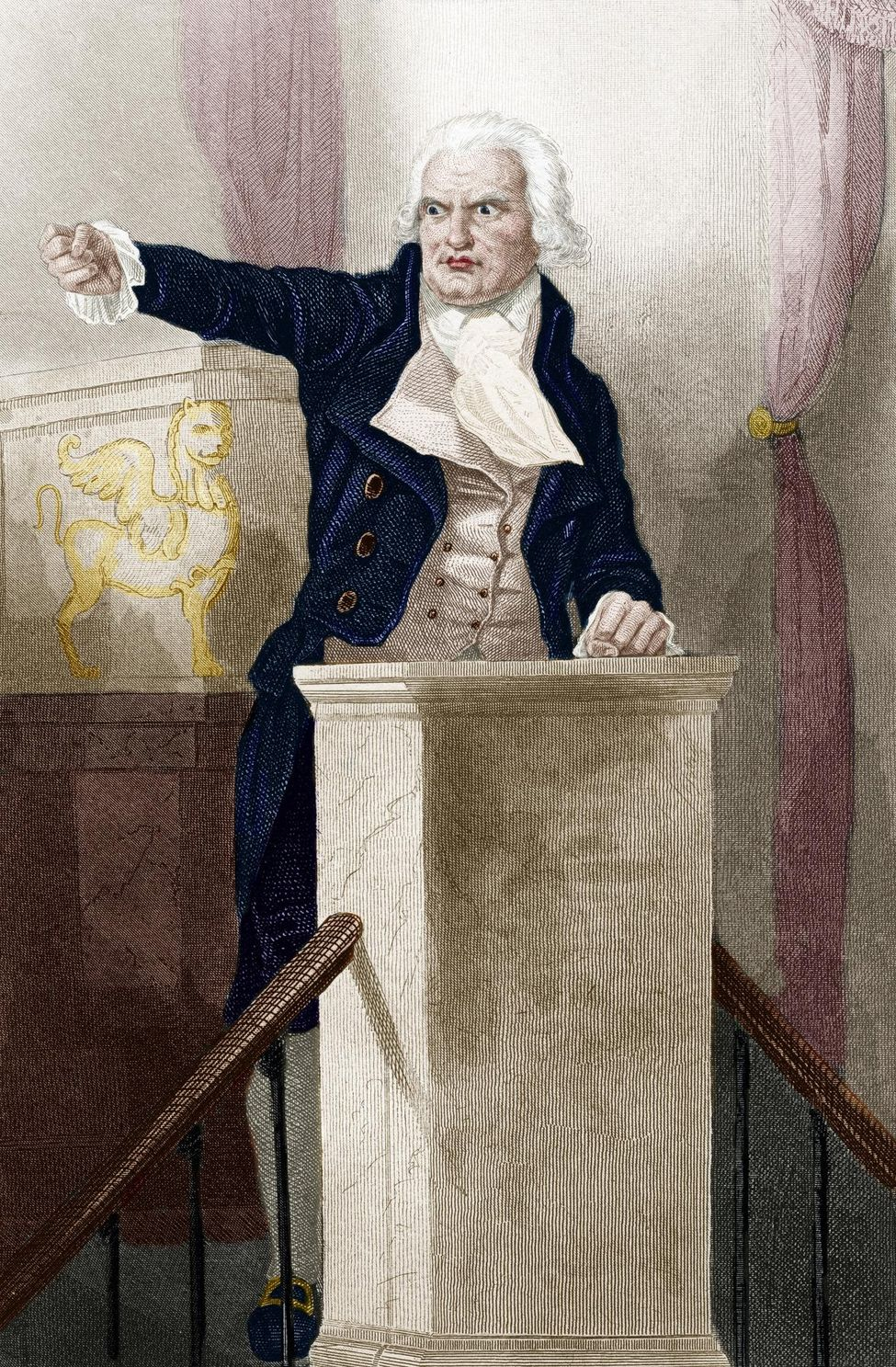
丹東在國民公會演說

沒有確鑿證據證明丹東直接策動了1793年5月31日-6月2日的暴動，這個暴動完成國民公會的淨化並清洗了吉倫特派。他後來談到自己在某種意義上，這場革命的發起人，因為不久之前，被吉倫特黨人一些邪惡宗派特質刺痛，他曾公然在國民公會哭了出來，是否他只能找一百個人，用他們抵抗吉倫特派十二人委員會權威的壓迫。無論如何，他肯定默許巴黎自治政府使用暴力，對驅逐頑固地阻礙國家集中權力行使的那些人，他公開的感到榮耀。
不像吉倫特派，丹東認同，“作為救援的手段接受人民激情的憤怒是一個不可避免的小事件。” （1911年大英百科全書）他不像雅克-尼古拉·俾约-瓦伦或雅克-勒内·埃贝尔是恐怖統治的熱衷者；他認為這是一把雙刃劍，非必要盡可能的少用。1911年的大英百科全書認為這個時候的他是希望“法蘭西本身能自行調和;雖然已經解放並在每一個部分都更新了，還不穩定，社會應該恢復;最重要的，經由兩個方面確保國家的獨立，不僅堅決的防衛對抗入侵者，而且該經由融合這樣的博愛及熱情應該也可調和歐洲其他國家的反對意見“。
山嶽派的地位已經完全改觀了。在1789年的國民制憲議會山嶽派只佔有578名第三等級成員中的30名代表。在1791年的國民立法議會中，他們也不居多數，而且他們的首領沒有獲得內閣職位。1792年9月20日，組成的國民公會頭九個月他們全部的精力用來對抗吉倫特派。1793年6月，是第一次，他們發現他們自己擁有絕對的實力，動員”無套褲漢”的街頭暴動，突然間就取得內閣職位，掌握了公權力的責任。實際的權力是在救国委员会和治安委员会手中。兩者都選擇脫離國民公會的控制。在九個月內實施剷除吉倫特派及處決丹東的大戲，啟動了兩個委員間的鬥爭，救国委员会獲得優勢，保有權力：第一，对抗起义者新建立的巴黎自治政府；第二，對抗國民公會中各委員會很短期限屆滿後被定期更新得到授權的權力。
1793年7月28日，國民公會發佈命令，宣佈21名吉倫特派代表為國家的敵人和叛徒。丹東立即拋出了自己非凡的精力投入到要做的工作。他突顯在建立一個強大的中央政府，以馴服在巴黎已經發酵的無政府狀態。他提出授予救国委员会獨裁的權力，而且還應該掌握大量的資金。他不是最終委員會的成員：為了明確免除他自己任何的嫌疑，他宣布他的決心，他不參與他意圖建立最崇高的政府。在1793年秋季他的立場是對所建立的政府給予堅定有力的支持和鼓舞，沒有從中獲取職位。

## 恐怖統治
由1793年秋季開始國民公會在法蘭西各地進一步樹立其權威，創造了法國大革命最血腥的時期，一些歷史學家斷言在法蘭西各地被殺害的人數大約有40,000人了。吉倫特派在秋季被剷除後，一個被稱為溫和主義的群組由山岳派中分離出來，丹東成為他們意見表達最主要的領導者，在國民公會是右派。丹東長久以來支持救国委员会日益激烈的行動，這時已收歸於國民公會的救国委员会，實行恐怖統治成為“家常便飯”。
雖然救国委员会著眼於加強國民公會的中央集權政策，丹東是參與計劃的制定，是期望能有效地引導民眾代表們的情緒趨向更加溫和的立場。這意味著採用受”無套褲漢”歡迎的社會準則，值得注意的是整個法蘭西正經歷飢荒導致急劇增高的麵包價格受到控制。丹東還提出，國民公會應該開始採取行動與反法聯盟協商和平，因為委員會已經對大多數的歐洲國家，如英國，西班牙和葡萄牙宣戰。
1794年2月26日和3月3日，頒佈“風月法令”，沒收“人民公敵”的財產，分配給愛國者。羅伯斯庇爾在理論上支持這法令，但意識到他缺乏支持去實現它們，並設法將這法令在幾個月內結束。公安委員會埃贝尔派主張激進政策、要求擴大恐怖統治，然而丹东派，認識到恐怖政策被擴大化的危害，主張寬容、放鬆鎮壓，鼓吹“要愛惜人類的血”。在丹東身邊團結了一批人，被稱為“溫和派”。在當時“溫和派”和雅克·勒內·埃貝爾等人的“極端派”爆發嚴重的爭論。羅伯斯庇爾努力維持兩者間的平衡。
恐怖統治政策不是很容易轉化的。事實上，這最終會導致1794年7月27日的熱月政變，當國民公會起來對抗救国委员会，處決了它的領導人，然後新的一批人掌握權力後推動新的政策。但在“芽月”也就是說，1794年3月，似乎還不成熟。救国委员会仍然太強以至於不能被推翻，丹東，毫不在意，取代國民公會驚人活力的，是等著被打擊。他的妻子在他參加遠征軍隊的期間死亡；對他的精神是一大挫折，為了再次見到她，他挖出她的實體。儘管非常的悲傷，丹東很快再次結婚，因為他有兩個幼兒需要照顧。
3月19日，埃貝爾和主張激進政策阿貝爾派追隨者十九人被逮捕，並在3月24日送上斷頭臺。
最終，丹東自己會成為恐怖統治的犧牲品。當他試圖改變革命的方向，經由與卡米爾·德穆蘭合作，發行"老科德利埃報"，呼籲停止官方恐怖統治和去基督教化，以及對法蘭西的敵人提出新的和平協議，那些與救国委员会聯繫最緊密的關鍵人物，如馬克西米連·羅伯斯庇爾和喬治·庫東，將尋找任何可能的理由控告丹東的反革命活動。這些行動引導一個對丹東革命精神的調查，並最終他被審判及處決，罪狀是他為了他自己的利益暗中與外國交易。

## 財務舞弊和罪狀

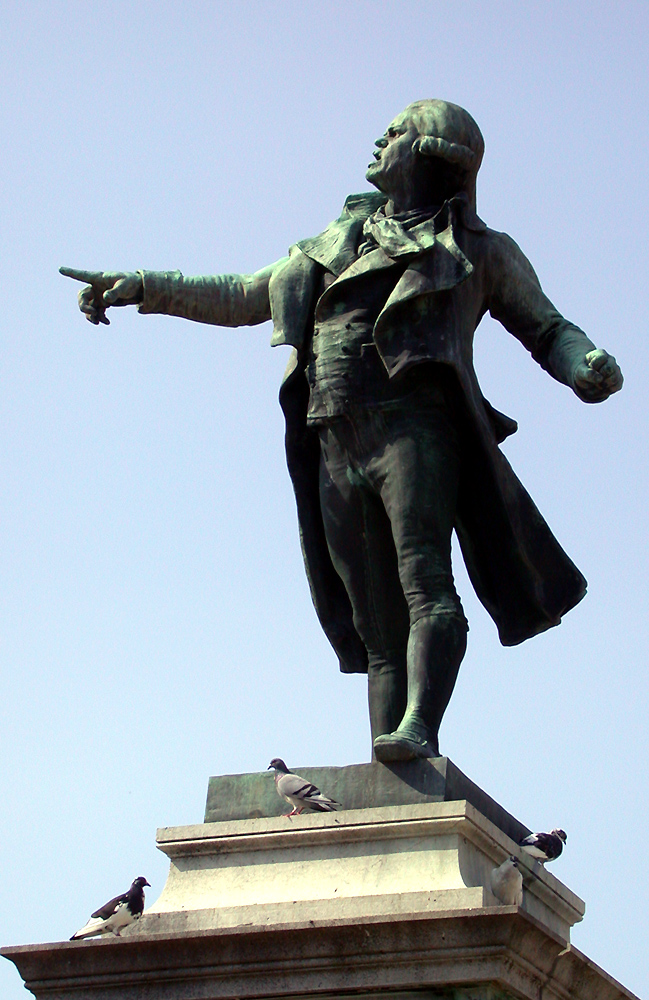
豎立在塔布的丹東雕像

接近恐怖統治的結束，丹東被指控各種金融罪行，以及使用他在法蘭西大革命中的地位謀取私利。他同時代的許多評論對革命期間丹東的財務上的成功，獲取金錢的途徑，他無法充分地解釋。許多針對他的具體指控都是基於非實質性的或不明確的證據。與1791年和1793年丹東面臨許多指控，其中包括17928月起義期間受賄罪，幫助他的秘書來中飽私囊，和他在比利時執行任務期間偽造指券。金融腐敗最有力的證據，也許是一封1791年3月奧諾雷·米拉波給丹東的信函，偶然提到了丹東已經收到30000里弗的付款。在他救国委员会的任期內，丹東組織與瑞典簽訂和平條約協議。儘管瑞典政府從來沒有批准該條約，1793年6月28日的國民公會表決通過支付4百萬里弗，作為外交談判費用給瑞典攝政王。據臭名昭著的贝特朗·巴雷尔，國民公會成員和新聞工作者，丹東由支付給瑞典攝政的筆錢中私吞了一部分。贝特朗·巴雷尔的指控從來沒有得到任何形式的證據支持。
最嚴重的指控，這對他被捕期間困擾著他，並成為處決他的主要根據，是他涉嫌參與盜取法國東印度公司的財富計劃。在舊政權統治時期，原來的法國東印度公司倒閉了。1785年由皇家奧爾良公爵重組後復興。這公司被國民公會正式通告，在戰爭期間牟取暴利而崩解。公司將很快的被清算，而國民公會的某些成員試圖推動通過一項法令，在清算前拉升股票價格。發現了這個內幕交易的利潤，導致公司董事被勒索五十萬里弗，調查認為與丹東有關。雖然沒有確鑿的證據證明丹東參與，他被弗朗索瓦·沙博大力譴責，然而事實牽連到法布尔·代格朗蒂纳，是丹東死黨的一員，他在醜聞案中被牽連了。

## 逮捕，審判和處決
1794年3月30日，丹東、卡米爾·德穆蘭和其他溫和派相關的人突然被逮捕。丹東在革命法庭激烈的表現，他的敵人，擔心他會贏得眾人的支持。國民公會，在其“最糟糕怯懦表現”的形式，同意聖茹斯特提出的建議宣稱，如果一名囚犯表現出對正義尊重的欠缺，法庭可以公告宣判，不再拖延。丹東，德穆蘭等及許多被指控的丹東派同夥，從4月3日至5日在革命法庭受審。審判的本質大部分是政治而不是在犯罪上，因此以不合常規的型式展現出來。被告被國民公會的法令制止自我辯護。這一事實，加上混亂，經常附帶的譴責（例如，一份報告指控丹東，在布魯塞爾從事政治工作的同時，曾經佔用四輪馬車裝載數十萬鎊的亞麻餐桌布）並由檢察官安托万·康坦·富基耶-坦维尔向陪審團成員提出威脅，幫助確保有罪判決。此外，被告被剝奪了它們請證人出庭的權利，雖然他們已經提交的若干這樣的請求-包括德穆蘭的情況以及後來的羅伯斯庇爾。丹東立刻被定罪，也導致十四個其他的同伴，包括卡米爾·德穆蘭，步上斷頭台。“我留下的這一切是一個可怕的混亂，”他說，“他們沒有一人有管理的理念。羅伯斯庇爾將會步我的後塵；他是被我拖累的。啊，一個貧窮漁民所參與人的管理還會比較好！” 這句句子中的“一個貧窮的漁夫”幾乎可以肯定是指聖彼得，丹東已經與天主教和解。1794年4月5日，這一群十五人一起走上斷頭台，其中包括马里-让·埃罗·德·塞谢勒、法布尔·代格朗蒂纳和皮埃爾·菲利波，德穆蘭第三個被處決，丹東最後。

## 品格爭議
他在法國大革命過程中的影響力和性格，現在許多歷史學家仍然有廣泛爭議，各種觀點伸展範圍包括從腐敗和暴力到慷慨和愛國。丹東並沒有在這些方面留下很多有關個人或政治的文字資料，而且，他的行為和性格信息大多數來源是二手資料。
歷史學家阿道夫·梯也爾和弗朗索瓦·米涅對丹東的觀點認為，他具備過度的巨人似的革命激情，智能水準很高，並且為了追求他的目標而縱容暴力。
另一個來自阿尔方斯·德·拉马丁研究的觀點，他宣稱丹東“缺乏榮譽，原則和道德”誰只是在法國大革命期間為名聲尋找刺激和機會。他僅僅是“物質主義的政治家”是可以天天重新收買的。革命的任何時刻是站在追求榮耀前途和更多財富的舞台上。
然而，讓·弗朗索瓦·羅比內對丹東的另一個觀點，他對丹東的觀察比較正面，描繪他是一個值得欽佩的人物。據羅比內特，丹東是一個立場堅定，有愛心，慷慨的公民、兒子、父親、和丈夫。他忠於他的朋友和法蘭西避免“個人野心”為了共和國維持“政府統一”的原因，他完全捨棄自己的所有。對他的國家和勞動群眾他永遠懷有真誠的愛，覺得“尊嚴，安慰和幸福是理所當然的。”

## 外部連結
- Georges Jacques Danton的作品  - 古騰堡計劃
- 互联网档案馆中乔治·雅克·丹东的作品或与之相关的作品

| 官衔                 | 官衔          | 官衔                        |
| -------------------- | ------------- | --------------------------- |
| 前任： 艾蒂安·德若利 | 司法部長 1792 | 繼任： 多米尼克·約瑟夫·加拉 |